# مارتن فونك
مارتن فونك (21 أغسطس 1984 بتارتو في إستونيا - ) هو لاعب كرة قدم إستوني في مركز الوسط. شارك مع منتخب إستونيا تحت 16 سنة لكرة القدم ومنتخب إستونيا تحت 17 سنة لكرة القدم ومنتخب إستونيا تحت 19 سنة لكرة القدم ومنتخب إستونيا تحت 20 سنة لكرة القدم ‏ ومنتخب إستونيا تحت 21 سنة لكرة القدم ومنتخب إستونيا لكرة القدم. أما مع النوادي، فقد لعب مع برسيجا جاكارتا ونادي سيريانسكا ونادي سيلاماي كالف ونادي فلورا ونادي نوم كاليو ونيا سلاميس فاماغوستا وFC Lelle ‏ ونادي باناتشايكي ‏ وFC Warrior Valga ‏ وPärnu Linnameeskond ‏ وPärnu JK Tervis ‏ وFC Kuressaare ‏.

## روابط خارجية
- مارتن فونك على موقع الاتحاد الأوربي (الإنجليزية)
- مارتن فونك على موقع اتحاد إستونيا (الإنجليزية)
- مارتن فونك على موقع اتحاد السويد (السويدية)
- مارتن فونك على موقع قاعدة بيانات كرة القدم.إي يو (الإنجليزية)
- مارتن فونك على موقع ناشيونال فوتبول تيمز (الإنجليزية)
- مارتن فونك على موقع Soccerway.com (الإنجليزية)
- مارتن فونك على موقع عالم كرة القدم.نت (الإنجليزية)